# Pierreclos
Pierreclos é uma comuna francesa na região administrativa de Borgonha-Franco-Condado, no departamento Saône-et-Loire. Estende-se por uma área de 12,51 km². Em 2010 a comuna tinha 921 habitantes (densidade: 73,6 hab./km²).